# Tünche
Mit Tünche ist meist Kalkfarbe gemeint, die lediglich aus so genanntem gelöschten Kalk (Calciumhydroxid) und Wasser besteht und zum Streichen von Decken und Wänden bestimmt ist.
Tünche kann alternativ auch auf der Basis von Leim als Bindemittel und Kreide, Gips oder weißem Ton als Füll- und Farbstoff hergestellt und durch zusätzliche Bindemittel (z. B. Casein, Talg) und Weißpigmente verbessert werden.
Für die Anwendung können dem Grundprodukt Farbmittel zugesetzt werden um einen farbigen Anstrich zu erhalten.
Das Wort Tünche leitet sich aus dem althochdeutschen tunicha und mittelhochdeutschen tuniche ab und bedeutet bekleiden oder verkleiden.